# J1407b
J1407b je ekstrasolarna planeta locirana na oko 434 svetlosne godine od Zemlje, u sazvežđu Kentaur. J1407b je nadaleko poznat po ogromnoj veličini svojih prstenova, koji su otprilike 200 puta veći od prstenova Saturna. Spada u kategoriju planeta koje se nazivaju smeđi patuljci. J1407b kruži oko svoje matične zvezde V1400 Centauri u ekscentričnoj (ovalnoj) orbiti.

## Otkriće
Planeta je otkrivena 2012. godine od strane tima sa Univerziteta u Ročesteru vođenim Erikom Mamajekom. Kao i mnoge egzoplanete ranije, otkrivena je tranzitnom metodom koja detektuje pad u sjaju zvezde dok planeta prolazi ispred nje. Ovo je prvi prstenasti sistem ovakve vrste pronađen izvan našeg Sunčevog sistema. Starost ove planete kao i čitavog sistema u kojem se nalazi procenjuje se na 16 miliona godina.

## Prstenovi J1407b
Sistem prstenova planete J1407b procenjuje se na oko 37 prstenova, od kojih svaki ima obim od više desetina miliona kilometara. U prstenovima su pronađene praznine, što ukazuje na moguće formiranje egzomeseca.